# Paracymoriza bleszynskialis
Paracymoriza bleszynskialis là một loài bướm đêm trong họ Crambidae.